# Distretto di Konin
Il distretto di Konin (in polacco powiat koniński) è un distretto polacco appartenente al voivodato della Grande Polonia.

## Geografia antropica

### Suddivisioni amministrative
Il distretto comprende 14 comuni.
- Comuni urbano-rurali: Golina, Kleczew, Rychwał, Sompolno, Ślesin
- Comuni rurali: Grodziec, Kazimierz Biskupi, Kramsk, Krzymów, Rzgów, Skulsk, Stare Miasto, Wierzbinek, Wilczyn